# Fargūsh
Fargūsh (persiska: فرگوش, Farkūsh) är en ort i Iran.   Den ligger i provinsen Östazarbaijan, i den nordvästra delen av landet, 400 km nordväst om huvudstaden Teheran. Fargūsh ligger 1 701 meter över havet och antalet invånare är 938.
Terrängen runt Fargūsh är platt åt sydväst, men åt nordost är den kuperad.Runt Fargūsh är det ganska tätbefolkat, med 62 invånare per kvadratkilometer. Närmaste större samhälle är Sarāb, 7,6 km väster om Fargūsh. Trakten runt Fargūsh består till största delen av jordbruksmark.